# Hartmann von Aue

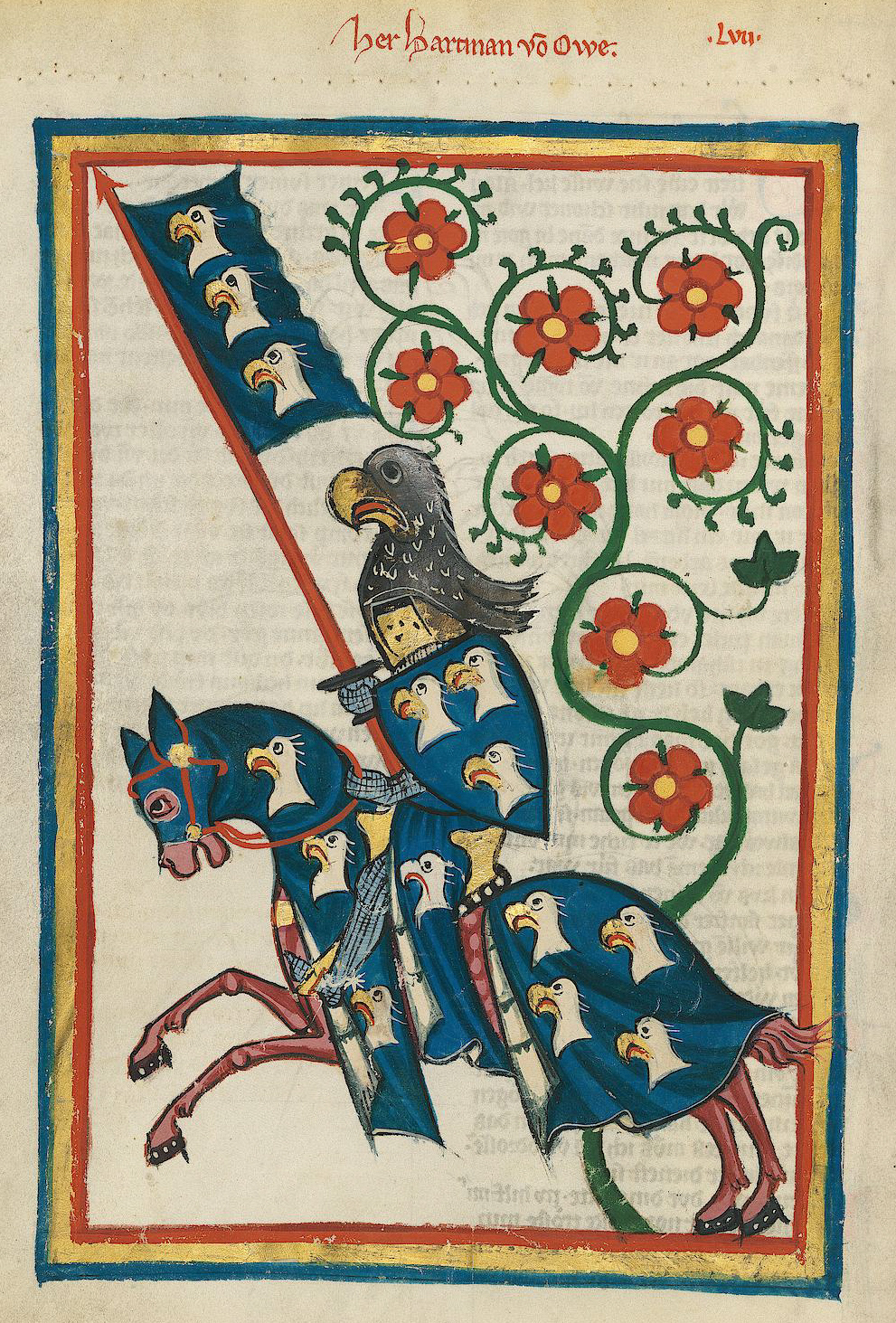
Herr Hartmann von Aue (autorretrato ficticio en el Codex Manesse, fol. 184v, sobre 1300).

Hartmann von Aue (* alrededor de 1180 hasta 1205 - † entre 1210 y 1220) es junto con Wolfram von Eschenbach y Gottfried von Straßburg uno de los más importantes poetas épicos del alto alemán medio (mittelhochdeutsche Klassik) alrededor del año 1200. Junto con Heinrich von Veldeke fue uno de los primeros autores alemanes de la novela cortesana que fue adoptado con el mismo estilo en idioma francés. Von Aue es autor de las novelas poéticas cuyos títulos son Erec, Gregorius o Der gute Sünder (Gregorio o El buen pecador), Der arme Heinrich (El pobre Enrique), Iwein, una discusión alegórica conocida bajo el nombre de Klagebüchlein (librito de lamentación), además de unas Minnelieder (canciones cortesanas) y canciones relativas a las cruzadas (Kreuzlieder).

## Vida
Sobre la persona de Hartmann von Aue no existe una gran cantidad de documentación contemporánea, así que ha sido necesario reconstruir las condiciones de su vida y de ciertos elementos relativos a su trayectoria, analizando además su obra, así como la mención que se hace de él en otras obras de autores de la época.

### Clasificación cronológica
La obra literaria de Hartmann von Aue solo se puede ubicar cronológicamente con la referencia a obras de otros poetas. La novela de Érec et Énide de Chrétien de Troyes y la de Yvain ou Le Chevalier au lion fueron las fuentes procedentes del francés antiguo para las obras Erec e Iwein de Hartmann y fueron escritos probablemente sobre el año 1165 aunque se baraja la posibilidad también del 1177. Por esta razón, se supone que Hartmann empezó sus labores como poeta más allá del transcurso del 1180. En el intervalo que va de 1205/1210 todas sus novelas escritas en versos ya eran conocidas, lo que prueba la mención del Iwein en la obra Parzival de Wolfram von Eschenbach (pasaje: 253,10–14; 436,4–10). El Iwein por razones estilísticas se considera como la última de las cuatro novelas de Hartmann.
En el año 1210 Gottfried von Straßburg menciona en su excurso literario de Tristán a Hartmann como poeta actual y por esta razón se le considera aún vivo (versos 4621–4635). Heinrich von dem Türlin, por otro lado, lamenta su muerte en el Crône, escrito después de 1220 (versos 2372–2437).
Las canciones de las cruzadas (Kreuzlieder) hacen referencia, o a la tercera cruzada (1189), o a la denominada cruzada alemana preparada por Enrique VI (1197), la cual no fue realizada por la muerte de Enrique. Se desconoce cualquier evidencia que nos haga pensar a ciencia cierta si Hartmann hubo tomado parte en la cruzada. La muerte de un mecenas, tal como se menciona dos veces (versos 4 y XVII,2) en los Kreuzlieder, se puede interpretar como la muerte de Berthold IV en 1186.
Una mención de Saladino († 1193) en el tercer Kreuzlied (XVII,2) se consideraba anteriormente como punto de referencia central para la cronología de las obras. El texto en el Codex Manesse -el único material transmisivo- no es muy exacto en el punto decisivo de si Saladino todavía estaba con vida cuando Hartmann hubo elaborado esta canción.

### Posición social, educación y origen
La mayoría de las informaciones sobre las condiciones de la vida de Hartmann fueron extraídas de los prólogos y epílogos de sus obras. Sobre todo se encuentran en los prólogos del Der Arme Heinrich y de forma similar en los prólogos del Iwein. Allí comenta Hartmann sobre sí mismo:

Ein ritter sô gelêret was,
daz er an den buochen las,
swaz er dar an geschriben vant:
der was Hartmann genannt,
dienstman was er zOuwe.
Un caballero ha sido tan bien educado,
que podría leer todo en los libros,
lo que encontraba escrito allí,
el cual fue llamado Hartmann,
fue vasallo en Aue.
Hartmann von Aue: Der arme Heinrich

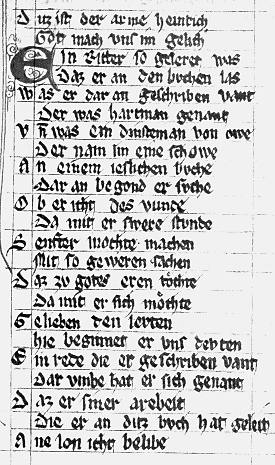
Prólogo del Armer Heinrich (Heidelberg, Biblioteca Universitaria, Cpg 341, fol. 249ra).

Hartmann fue un vasallo, de esta forma se interpreta que no era un hombre libre (unfrei), pero es muy posible que se encontrara en una posición similar a los funcionarios (Ministerial). Además hace hincapié en su educación escolar, en especial su educación latina, lo cual era raro para un caballero viviendo alrededor del 1200. Las obras legendarias de Gregorius, Der Arme Heinrich y el Klagebüchlein muestran en él también conocimientos básicos de filosofía, teología y retórica; estos conocimientos hacen muy probable una educación en una escuela catedralicia. Una escuela monacal, como la del Monasterio de Reichenau, probablemente no le hubiera aceptado a él. Como Erec y Iwein fueron adaptadas a partir de fuentes francesas, se entiende que Hartmann dominaba bastante bien el idioma francés.
Ni el origen, ni el lugar de su trabajo se pueden ubicar con plena seguridad. Escribió en un alto alemán medio, lo que elimina los indicios respecto a dialectos y con ello se permite una transcripción global para todo el territorio alemán de la época, aunque algunos de sus versos pueden indicar una procedencia de la región alamana. Esta posibilidad va bien con la denominación de Hartmann como procedenete del Swâben lande, tal y como lo menciona Heinrich von dem Türlin (Crône, verso 2353). Así que Hartmann procede muy probablemente del ducado de Suabia (Herzogtum Schwaben).
Aue es un nombre muy común de los pueblos germánicos, por lo que no se puede ubicar el apellido de Hartmann en un origen territorial particular debido a su origen toponímico. Puede que se trate de Au cerca a Ravensburg o (Kloster Weißenau), Au bei Freiburg u Obernau am Neckar. En este último lugar se puede probar una relación con un abolengo ministerial desde 1112 al servicio de la familia Zähringer. Entre los documentados miembros familiares también se cuenta con un Henricus de Owon, es decir, de Owen (Enrique de Owen).
Salta a la vista que el héroe del Der Arme Heinrich, o bien Heinrich de Ouwe (verso 49), que era den vürsten gelîch (similar a los príncipes, verso 43) o bien ze Swâben gesezzen (ubicado en Suabia, verso. 31). Se puede interpretar esta escena como una imagen de la historia familiar de Hartmann o un homenaje a la familia de su cliente. Como Enrique se casó con una campesina, sus descendientes han perdido el rango de nobleza. Por esta razón es poco probable que se trate del homenaje mencionado. Por otro lado, Hartmann podría glorificar el rango de ministerial-vasallo de su propia familia, como descendiente de príncipes.

### Posibles mecenas de Hartmann

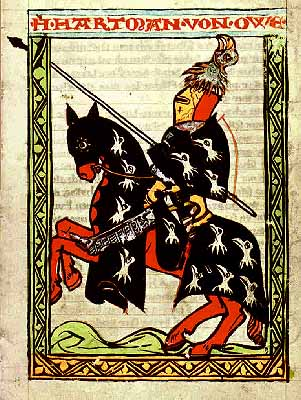
La Weingartner Liederhandschrift transmite una imagen casi idéntica de Hartmann con el Codex Manesse (Stuttgart, LB, HB XIII poetae germanici 1, pp. 32–39).

Al contrario que al autor coetáneo Chrétien de Troyes, a Hartmann no se le han conocido sus mecenas. Por este motivo, la cuestión no se puede aclarar completamente. Un poeta medieval necesitaba mecenas para su trabajo poético y en su época se conocieron algunas familias nobles que podrían haber apoyado a Hartmann. Los más conocidos son los Zähringer, los Welfen y los Staufer. Sin embargo, no se puede comprobar una relación con ninguna nobleza alemana de la época.
Actualmente se propone que Hartmann trabajó probablemente para los Zähringer. En este caso, como la familia noble de los Zähringer tenía contactos en Francia, se puede explicar cómo Hartmann llegó a conocer las historias originarias francesas de Erec e Iwein, creadas por Chrétien de Troyes. También las armas que acompañan las imágenes de Hartmann en los manuscritos cancioneros (Liederhandschrift) del principio del siglo XIV pueden derivar de las de los Zähringer. Las armas de los Zähringer muestran un águila; las de Hartmann, sin embargo, tienen cabezas blancas de águilas encima de un fondo azul o negro. Bajo los príncipes welfos, el único mecenas posible puede ser Güelfo VI. En este caso, el hogar de Hartmann fue probablemente Weißenau, muy cercano a Ravensburgo.

## Obras

### Cronología
Por razones estilísticas se puede establecer una cronología de las obras de Hartmann. El estilo del Klagebüchlein es del principio de su trabajo creativo. Erec es la primera novela cortesana de él, seguida de Gregorius, Der Arme Heinrich y de Iwein. Aunque este orden cronológico se fundamenta en las investigaciones idiomáticas, aprobadas en gran parte por el mundo científico. Es también posible que Der Arme Heinrich fuera creado tras, o en paralelo, al Iwein. Sobre todo al comienzo del Iwein -los primeros 1000 versos aproximadamente- puede haber sido escrito en una época cercana a la creación de Erec; al final de Iwein podría haber sido terminado tras Erec. Tampoco la primera posición en esta cronología de obras -el Klagebüchlein- se conoce con fidelidad. Este "librito de lamentación" se considera como su primera obra, porque en ella el autor se llama a sí mismo jungelinc (doncel, verso 7).
Un orden cronológico de las canciones tiene que ser hipotético. Aunque se conoce una cierta cantidad de canciones transmitidas, este punto no está aclarado, sobre todo si se trata de la obra lírica completa de Hartmann. La forma de presentar las canciones tampoco es conocida. En el caso de que las canciones en su totalidad cuenten una historia, se puede intentar establecer una dramaturgia, fundamentada en la vida de Hartmann. Esta relación entre la canción y la vida del autor en forma de ciclo es completamente especulativa y no se considera probable. La única excepción son los Kreuzlieder, a las cuales sí se sabe referencia a hechos históricos (las cruzadas), aunque esto aún sigue en discusión.
En la investigación anterior se consideraba una evolución personal de Hartmann, en la cual se distinguieron dos fases. En la primera fase creativa, Hartmann escribió las épicas artúricas de Erec e Iwein. En la segunda fase sigue una crisis personal. Los cuentos de esta parte de su vida tenían un lado más religioso, como se puede observar en Gregorius y "Der Arme Heinrich. Esta separación de su vida en dos fases se fundamenta en la discrepancia entre los Minnelieder profanos y las Kreuzlieder (canciones de la cruzada), así como en el prólogo del Gregorius. En este caso, el autor niega las palabras vanidosas de su juventud, con las cuales ha buscado la aprobación del mundo en el pasado. Ahora, sin embargo, quiere aliviarse de los pesos de estos pecados escribiendo un cuento religioso. Esta interpretación psicológica del autor se considera en la investigación actual inane por el carácter tópico de las declaraciones en los prólogos de Hartmann, así como en cualquier otro autor medieval.

### Canciones

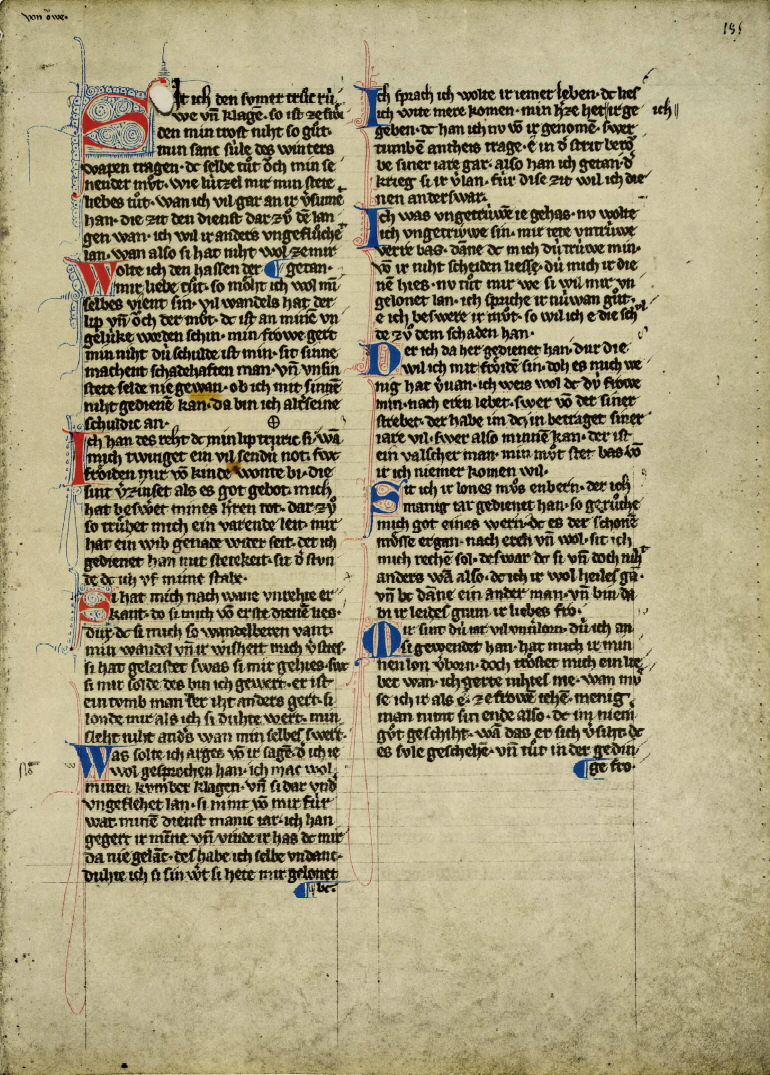
Las canciones de Hartmann en el Codex Manesse (fol. 185r), principios del.

De la obra de Hartmann se han transmitido 18 tonos -poemas a los cuales se puede añadir una melodía propia, aunque no se ha transmitido- junto con 60 estrofas.
Temáticamente los Minnelieder están cercanos al texto didáctico del Klagebüchlein. Todas las canciones se dedican a los aspectos subjetivos-eróticos y social-éticos del amor intersexual que se forma con la Minne cortesana (el amor cortesano). Las tres Kreuzlieder se componen temáticamente de partes de una subcategoría de la Minnelyrik (lírica amorosa). Estas canciones tuvieron su apogeo en las décadas alrededor de 1200 y documentaron el dilema del caballero entre la obligación de servir a Dios en una cruzada y/o la obligación de servir a su dama. Por el estilo no se distinguen de los Minnelieder.
El estilo característico de Hartmann es serio, sereno y racional, de lo cual se encarga el discurso de la Minne o también de la discusión temática de las cruzadas. En la lírica alemana de las cruzadas, las Kreuzlieder de Hartmann tienen una posición extraordinaria. Ningún otro poeta vernáculo de esta época -aparte de Walther von der Vogelweide con su obra Elegie (elegía)- trata cuestiones básicas de la ética con tanta seriosidad.
Durante mucho tiempo, los historiadores de literatura consideraban a Hartmann un poeta normal. Esto cambió a partir de los años 60, cuando los Minnelieder se investigaron con más interés. Por otro lado, las Kreuzlieder siempre fueron un género literario muy apreciado. El problema más grande de la interpretación de la lírica cortesana ha sido siempre su contenido biográfico. En las investigaciones anteriores, la obra de Hartmann fue interpretada psicológicamente; se suponía que el autor tuvo una relación amorosa real aunque no fue cumplida y además se imaginaba que él participaba en una cruzada para terminar su desarrollo personal. Considerando esto, su poesía de las cruzadas se ha entendido como rechazo al amor profano y como giro hacia el amor a Dios (Gottesminne). Según estos datos históricos, la crisis mental fue provocada por la muerte de su mecenas, la cual mencionó dos veces en su obra. La lamentación de la lírica de Minne hoy en día se considera tópico; la participación de Hartmann en una cruzada es igualmente hipotética.

### ElKlagebüchlein
El Klagebüchlein se considera la primera obra narrativa de Hartmann. Este libro fue también denominado Die Klage (la lamentación) o Das Büchlein (el librito). Al igual que las novelas, el Klagebüchlein está escrito en rimas pareadas. Contiene 1914 versos e igual al Erec solo fue transmitido en el Ambraser Heldenbuch (libro de héroes de Ambras, sobre 1510). La discusión alegórica está en forma de una disputa educada. Los interlocutores son el herze (corazón) como centro espiritual y el lîp (cuerpo) como parte corporal-mental del humano. Los temas del libro son el sentido de la Hohe Minne y la petición correcta de la mano a una mujer.
El modelo literario de esta discusión entre el alma y el cuerpo ha sido muy común en la poesía medieval religiosa; sin embargo, el traslado a un ambiente mundano por Hartmann no tenía antecedentes ni sucesores directos en la región alemana. Más tarde, a partir del siglo XIV se conocen más charlas parecidas sobre la Minne, que fueron escritas probablemente sin conocer esta obra de Hartmann. Posiblemente el Klagebüchlein se fundamenta en un texto francés o provenzal: la ideología de la Minne (Minnelehre) mostrada en el librito representa la concepción más moderna de Francia. Además esta tesis sobre el origen del Klagebüchlein en las fuentes francesas se apoya en un verso (verso 1280) del texto, en el que se puede leer que el "corazón le ha traído la magia de las hierbas desde Francia". Aunque se han efectuado investigaciones rigurosas para encontrar el texto original francés, hasta ahora los esfuerzos han sido infructuosos.

### Los épicos artúricos:EreceIwein

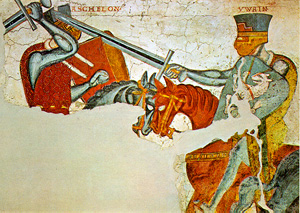
Pintura mural del ciclo de Iwein en el palacio de Rodenegg.

#### Argumento resumido deErec
La novela de Erec se basa en la historia francesa de Érec et Énide de Chrétien de Troyes. Erec es un caballero joven e inexperto en la corte del Rey Arturo. Durante una actividad cinegética, el caballero viajante Ider le humilla delante de los ojos de la reina. Sin ningún rodeo, directamente, Erec persigue a Ider. Oye que Ider va a tomar parte en una lucha con gavilanes (Sperberkampf), la cual ha ganado dos veces anteriormente. Erec decide participar también en este torneo. Preparándose para la lucha, pasa por la tienda del pobre conde Coralus. Le promete casarse con su hija Enite, si ella le acompaña al Sperberkampf. Erec gana el torneo y al mismo tiempo la mano de Enite. Se casan en la corte del Rey Arturo.
Después de la boda, se mudan a la corte del padre de Erec, llamada Karnant. Su padre renuncia al mando a favor de Erec. Sin embargo, él descuida estos cargos gubernamentales porque prefiere pasar su tiempo con Enite. Cuando él se entera del menosprecio de su corte, la pareja se va de allí. Erec prohíbe a su mujer hablarle, amenazándola con la pena de muerte. No obstante, cuando Enite le dirige la palabra para advertirle contra los ladrones, él empieza a tratarla como un mozo. Él aprueba una serie de aventuras; durante esta época, Enite insiste en su amor no obstante. Finalmente, conmovido, Erec acepta de nuevo a Enite como esposa. En su última aventura -la Joie de la curt-, Erec lucha contra el gigantesco Mabonagrin. Erec le gana y finalmente la pareja vuelve a Karnant, donde forman desde entonces una pareja gobernante ejemplar.
El cuento de Erec consiste en 10135 versos, a los cuales fueron añadidos 57 versos, tras del número 4629.

#### Argumento resumido deIwein
Iwein, igual que Erec, es una adaptación libre en versos de la historia de Yvain, el Caballero del León de Chrétien de Troyes. El héroe Iwein es uno de los doce caballeros de la Mesa Redonda en la corte del Rey Arturo.
La obra de Hartmann se divide en tres partes: empieza con un prólogo, y la historia de Iwein consiste en dos ciclos separados. El primer ciclo comienza en la corte del Rey Arturo, donde se celebra la fiesta de Pentecostés. Allí, Iwein oye el cuento del caballero Kalogreant, que narra su encuentro con Askalon, el dueño de un pozo mágico en un bosque; Kalogreant fue derrotado y perdió todo su equipamiento. Iwein quiere vengar la deshonra de su pariente Kalogreant y se va al reino de Askalon. Lucha con él y consigue herirlo mortalmente. Iwein persigue a Askalon, que huye a su castillo. Iwein puede entrar allí con la ayuda de la criada Lunete, quien le regala un anillo, que le hace invisible.

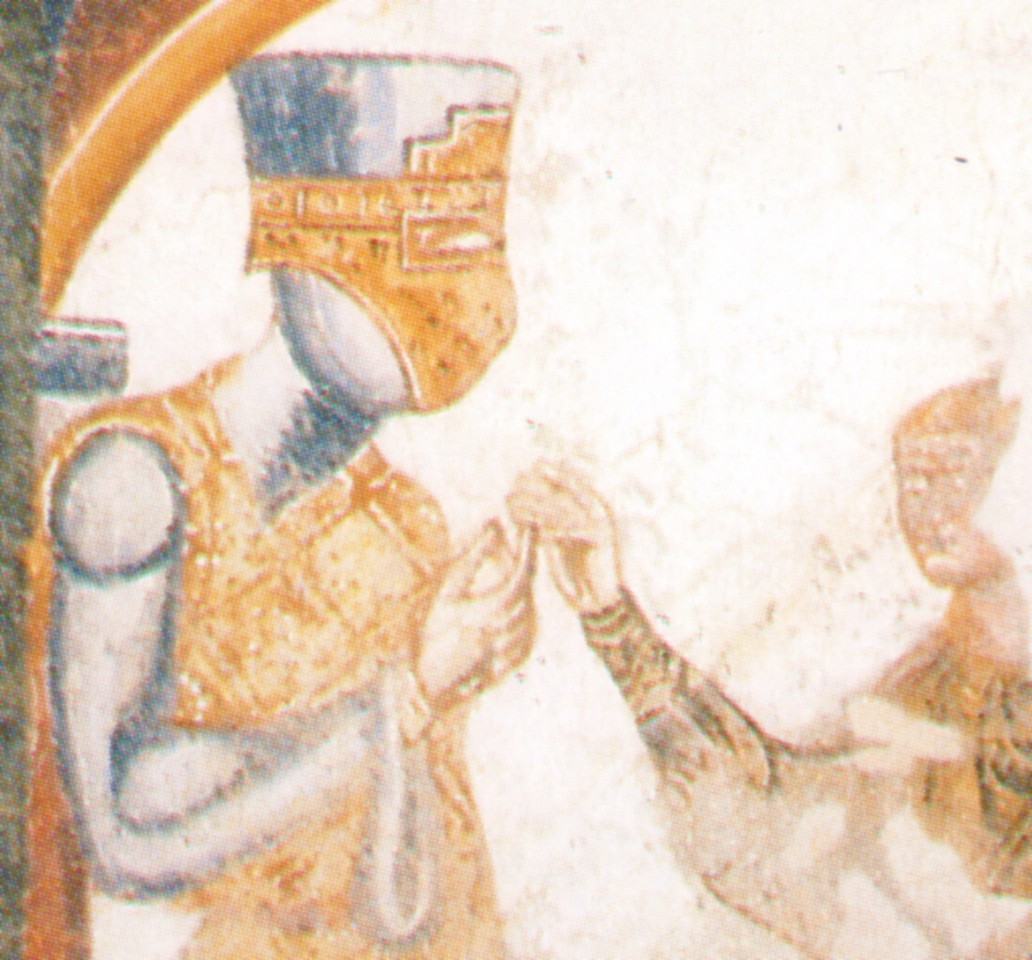
Lunete da el anillo a Iwein. Escena del ciclo de Iwein (en el palacio de Rodenegg).

La bella esposa de Askalon, Laudine, lamenta la muerte de su marido. Iwein puede verla en una ventana y con esta visión se enamora de ella (Minne). Tras unas complicaciones, Lunete convence a Laudine de que el vencedor de su marido será el sucesor perfecto como marido, gobernante y protector del pozo. Al final, Iwein y Laudine se casan. Poco después de la boda, Iwein deja a Laudine para luchar en diferentes torneos y para vivir aventuras. Laudine jura ser fiel y seguir con sus obligaciones gobernantes. Iwein promete volver dentro de un año. Distraído, olvida volver a tiempo. Lunete le acusa públicamente delante de la Mesa Redonda por su traición y le quita el anillo. Iwein está deshonrado, y Laudine corta las relaciones con él. Iwein ha perdido su identidad, se vuelve loco y empieza a vivir como salvaje en el bosque. La dama de Narison y su acompañante le curan de su locura con un ungüento mágico. Su vida anterior le parece un sueño.
En el segundo ciclo, Iwein aprueba varias aventuras, entre ellas, salva un león de un dragón. El león se queda fielmente a su lado y le da una identidad nueva, la del "caballero con el león". Por casualidad Iwein vuelve al pozo y por recuerdo de su pérdida está a punto de recaer en la locura. Encuentra a Lunete y la salva de su condena a muerte. Laudine no le reconoce en su nueva identidad. Iwein se marcha de allí y de nuevo tiene que aprobar más aventuras y salvar a más doncellas. En una de sus luchas justas, tiene que enfrentarse a Gawain, su amigo y otro caballero de la Mesa Redonda. Ni uno puede vencer al otro, y en un descanso, Gawain le reconoce como Iwein. Iwein descubre su identidad verdadera delante de la corte y vuelve a la Mesa Redonda. Quiere conseguir de nuevo a su esposa. La visita la hace con la identidad del caballero del león. Lunete le ayuda de nuevo y al final vuelve a conseguir a Laudine.

#### La importancia de los épicos
Erec y Iwein forman parte del ciclo legendario del Rey Arturo. El Erec se considera como la primera novela cortesana de Hartmann. Fue la primera novela artúrica en la región alemana y, aparte de la novela de Eneas de Heinrich von Veldeke, fue la primera novela que ha adaptado la concepción de la Minne francesa. Según las convenciones literarias, el Eneas y el Erec son las primeras novelas cortesanas en idioma alemán. Desgraciadamente falta el prólogo del Ambraser Heldenbuch (copiado sobre 1510), del único manuscrito que contiene la historia de Erec (casi) completa; por esta razón, no hay referencias sobre las circunstancias de la creación de esta primera novela artúrica alemana.
Los dos épicos de Hartmann —Erec e Iwein— se fundamentan en épicos franceses de Chrétien de Troyes. La traducción de Hartmann del Erec al alemán no fue muy exacta. Las adaptaciones se consideran al nivel educativo de su posible audiencia y por esta razón los ajustó a un ambiente cultural diferente añadiendo unos excursos explicativos. De vez en cuando, se suponía que Hartmann empleaba -en vez de una fuente francesa- una versión del Bajo Rin (hoy aproximadamente en Renania del Norte-Westfalia) o de los Países Bajos. Para esta teoría existen muy pocos indicios o pruebas, aunque no se puede negar la posibilidad de que había más fuentes que la francesa.
Con la transmisión del Iwein Hartmann se quedó más cercano a su fuente francesa con toda su soberanía artística. Como el tipo de la novela cortesana ya se había establecido y conocido en Alemania, el autor podría descartar en el texto la mayoría de las explicaciones que hacían falta en su novela anterior.
Es llamativo que los dos épicos artúricos, sobre todo el de Iwein, contienen motivos narrativos de cuentos, que son debidos al origen de este tema literario. El temario de las leyendas del Rey Arturo pertenecen a la Matière de Bretagne. Bajo esta denominación se agrupan los materiales de origen celta que fueron transmitidos oralmente y que eran conocidos en la literatura europea por el trabajo de Chrétien de Troyes.
La estructura en los dos épicos de Arturo es muy similar: el héroe se enfrenta a una llamada doble vía. El héroe gana por âventiure (aventura) el predicamento en la corte del rey Arturo y además logra la mano de una bella doncella. Estas dos ideas fueron los conceptos guías en la Edad Media: el êre (honor) y la minne (amor). El héroe sale así de su anonimato a la gloria. En estas novelas, el héroe suele tener un conflicto con el ambiente, debido a su propia culpa, y pierde, por esta razón, el afecto de la dama. En un segundo transcurso muestra otra vez su caballerosidad y, en un proceso educativo, se rehabilita y vuelve a lograr su posición social anterior y de la misma forma el amor de la dama.

### Narraciones legendarias:GregoriusyDer arme Heinrich

#### Argumento resumido deGregorius
En el prólogo del Gregorius, Hartmann discute algunas ideas teológicas sobre la culpa y el arrepentimiento, entre ellas habla del símil del samaritano (Nuevo Testamento, Lucas 10:25-37). La historia informa primeramente sobre la biografía de los padres de Gregorius. Su abuelo es el gobernador de Aquitania (Equitânjâ). Cuando muere -su esposa ya no vive-, se arrepiente de no haber tratado igual a su hija como a su hijo y demanda a su hijo cuidar bien de ella. Bajo este deseo, junto con la influencia satánica se produce un incesto. El niño de esta relación es Gregorius. El bebé se pone en un barril junto con dinero y una tabla que prueba su descendencia noble, y lo dejan navegar a la deriva en el mar para que Dios decida sobre su futuro. Su padre muere en una cruzada.
El niño llega a una de las Islas del Canal, donde le encuentra el abad de un monasterio y procura dejarle en la custodia de una familia de pesqueros. El abad cuida asimismo de su educación y lo bautiza. A pesar de su educación cristiana, el adolescente se niega ser clérigo y prefiere por el contrario ser caballero, como llegó a conocer su pasado. Se va del monasterio. Él, ya caballero, libera a una ciudad de un asedio y pide la mano de la mujer gobernante. Se casan. Más tarde una criada descubre por casualidad que Gregorius no solo es el esposo, sino también el hijo de la gobernadora y le informa a ella.
Se arrepiente mucho de esta accón del pasado y como penitencia elige que su madre entre en un convento. Gregorius se retira a una isla pequeña y vive como eremita durante más de 17 años. Tras la muerte del papa en Roma, aparece Dios delante del grupo que está buscando el sucesor del fallecido. Dios les comunica que eligió a un Santo, que vive en una isla en Aquitania, como papa. Buscan y encuentran al "Elegido". Sigue el viaje a Roma, su coronación como papa y la absolución de la madre. La historia termina con un epílogo explicativo.

#### Argumento resumido delDer arme Heinrich
Tras un prólogo corto, se describe la vida actual de Heinrich. Es el joven Freiherr von Ouwe (de Aue, en el ducado de Suabia), que vive de forma similar a un príncipe con sus bienes y es muy estimado por la sociedad. Tiene todas las virtudes caballerescas y sabe comportarse bien en la corte, lo cual incluye el saber cantar (Minnesang).
Tiene que abandonar esta vida ideal cuando Dios le castiga con la enfermedad de la lepra. Su ambiente anterior le rechaza completamente lleno de horror y terror. Heinrich visita a médicos en Montpellier, pero ninguno de ellos le puede ayudar. En la famosa escuela de Salerno se entera de un remedio raro e imposible: Solo la sangre del corazón de una virgen núbil, que se sacrifica voluntariamente, solo eso le puede sanar. Desesperado y sin esperanza alguna de curarse, Heinrich vuelve a su tierra. Dona la mayoría de sus bienes y se retira a la granja (Meierhof) de un siervo administrador suyo. Allí conoce a la hija joven del campesino-administrador. Ella no temía ni a Heinrich ni a su enfermedad. Empieza desde entonces a ser una acompañante fiel y pronto Heinrich comienza a denominarla lúdicamente como "novia". Tras el transcurso de tres años, cuenta a la chica su historia y que lo puede curar. Ella está decidida a sacrificarse por él, porque cree que así podrá escapar de la vida pecaminosa y conseguir la vida eterna en la ultratumba. Ella convence a sus padres y a Heinrich, en un discurso inspirado por el espíritu santo, que su sacrificio es debido al amor de Dios.
Heinrich y la chica viajan a Salerno. El médico intenta disuadirla de la operación, pero ella insiste. Cuando Heinrich la ve desnuda y atada a la mesa de operación, intercede en el último segundo. Acepta al final su enfermedad. La chica no le entiende, lamenta que no puede conseguir la vida eterna y le llama un cobarde. Durante el viaje de vuelta, Heinrich recobra la salud gracias a Dios. En su tierra, él y la chica se casan. Heinrich vuele a su posición social anterior y libera al padre de la hija, que ahora es un campesino libre. Heinrich y la chica ganan la beatitud eterna.

#### La importancia de estas narraciones legendarias
Es difícil clasificar estas dos narraciones en un género literario: Las dos tratan temas religiosos fundamentados en la culpa y la gracia de Dios, pero utilizan la forma narrativa de una leyenda. El Gregorius es considerado como una biografía de este papa, el Der Arme Heinrich se puede ubicar cercano al género de la Märe -un poema narrativo medieval-. Al mismo tiempo, se trata de narraciones cortesanas similares a una novela, hasta cierto punto de historias ficticias. En la literatura como tal no existe un género así, de modo que se emplea para este tipo de narración de forma genérica la denominación de "leyenda cortesana".
El texto de Gregorius incorpora dos veces el tema del incesto. Sin embargo, la audiencia tiene que decidir si el incesto es ignorado y el nacimiento resultado de él era un pecado grande o perdonable. El Der Arme Heinrich se concentra más en la reflexión y en la reacción subjetiva de los actores que en la acción exterior. Muy interesante resulta ser la posible relación sobre la historia familiar de Hartmann que se deduce de su lectura. En el prólogo menciona que estuvo buscando en libros (latinos), aunque en la investigación actual realizada sobre este tema todavía no se ha encontrado una fuente posible para el texto.

## Recepción

### Transmisión

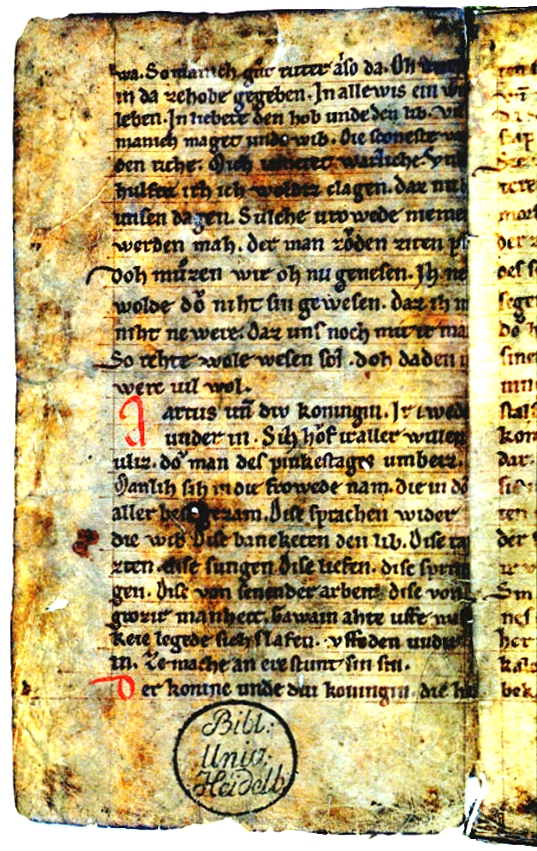
Manuscrito A de Iwein, segundo cuarto del (Heidelberg, Biblioteca Universitaria, Cpg 397, fol. 78r).

De la novela Erec solo se han conservado unos pocos textos separados: Existe un manuscrito casi completo del siglo XVI, denominado Ambraser Heldenbuch y tres fragmentos de los siglos XIII y XIV. La pequeña cantidad de documentos transmitidos no equivale a la influencia que seguramente tenía este cuento de Erec en su tiempo. Las razones para la escasa transmisión son completamente especulativos.
Recientemente se han encontrado más fragmentos que plantearon nuevas preguntas sobre la historia de la transmisión. El denominado Zwettler Fragment (fragmento del Stift Zwettl, un monasterio cisterciense en Baja Austria) contenía una parte de Erec que fue copiada en el segundo cuarto del siglo XIII. Este texto en alto alemán medio parece ser una traducción independiente de Hartmann fundamentándose en la novela original francesa. Esta versión -para distinguirla de la de Hartmann- se denomina Mitteldeutscher Erec (Erec del alemán medio). Anteriormente a este descubrimiento ya se consideraba que el otro fragmento de Wolfenbüttel, el Wolfenbütteler Fragment de mediados o bien del tercer cuarto del siglo XIII, posiblemente contenía una segunda transmisión del cuento, la cual era más próxima a la novela de Chrétien de Troyes que el texto de Hartmann en el Ambraser Heldenbuch. La relación entre estas transmisiones independientes y el Erec de Hartmann aún no se ha aclarado completamnete: se puede tratar de un precursor, una versión paralela independiente o de una recepción.
La historia de Iwein fue una de las novelas más transmitidas en la época alrededor de 1200. Se conservan aún 15 manuscritos completos y 17 fragmentos del principio del siglo XIII hasta el XVI; en total existen más copias que del Tristán de Gottfried von Straßburg. Solamente las novelas escritas por Wolfram von Eschenbach, como el Parsifal y el Willehalm, fueron aún más copiadas que el Iwein. Del Gregorius y del Der Arme Heinrich existen aún seis y tres manuscritos completos, respectivamente, y cinco y tres fragmentos, respectivamente. El texto del Gregorius fue traducido tres veces al latín, el del Der Arme Heinrich una vez. Los dos textos se encuentran de forma anónima posiblemente modificada en otros compilaciones muy populares, como son las colecciones de leyendas, obras históricas o libros populares (Volksbücher).
Todas las 60 estrofas de Hartmann fueron transmitidas en el Codex Manesse, 28 de ellas en el Weingartner Liederhandschrift (Cancionero de Weingarten) y 10 en el Kleine Heidelberger Liederhandschrift (Pequeño cancionero de Heidelberg). A esta lista se pueden añadir algunas estrofas sueltas procedentes de otros manuscritos. Las tres Kreuzlieder están incluidas en el Codex Manesse, una de ellas también en el Cancionero de Weingarten.

### Ediciones en la Edad Media tardía y principios de la Edad Moderna
El estilo abierto de los cuentos legendarios de Hartmann facilitó la adaptación de sus temas en colecciones de legendarias o ejemplares. De este modo, los cuentos fueron difundidos en muchas partes de Europa. Anteriormente a 1450, el Gregorius fue traducido al latín tres veces y se conocen dos versiones adaptadas en alemán.
La recepción del texto de Gregorius en la colección latina de ejemplos de la Gesta Romanorum, que fue uno de los libros más difundidos en Europa, además en la colección popular alemana de leyendas Der Heiligen Leben (la vida de los santos), fue el motivo para la gran popularidad de esta historia. La versión en prosa fue la más difundida. Der Arme Heinrich fue copiado hasta el siglo XV y fue incluido en las dos colecciones ejemplares latinas. Posteriormente a 1480, Ulrich Fuetrer escribe otra versión poética del Iwein, que fue más corta. El denominado Iban consiste en 297 estrofas y es la cuarta de sus siete novelas artúricas en su libro de aventuras (Buch der Abenteuer).
La transmisión de los poemas épicos artúricos termina con la rotura tradicional en el tiempo de la Reforma Protestante del siglo XVI. Como muchas novelas cortesanas, ni Iwein ni el Erec fueron convertidos en versiones en prosa. Tampoco fueron difundidos en los libros populares impresos (Volksbücher) de la época. La adaptación a este género literario solo fue posible en unos casos épicos expresados en el alto alemán medio, los cuales suelen tener un valor literario menor.

### Menciones de Hartmann por otros poetas
Los contemporáneos de Hartmann consideraban a Hartmann como un poeta importante. Su eminencia se basa en su estilo literario: la claridad formal y el significado de sus novelas y además se asienta principalmente en su papel fundamental dentro del género de la lírica alemana. Gottfried von Straßburg le alababa en el Tristán (sobre el año 1210) por sus kristallînen wortelîn (palabras cristalinas, verso 4627) y en un inciso literario le dejaba en el primer rango entre los poetas épicos:

Hartman der Ouwære,
âhî, wie der diu mære
beide ûzen unde innen
mit worten und mit sinnen
durchverwet und durchzieret!
…
swer guote rede zu guote
und ouch ze rehte kan verstân
der mouz dem Ouwaere lân
sîn schapel und sîn lôrzwî,
Hartmann von Aue
sí, como él sus historias
en cuanto a la forma y al contenido
con palabras y pensamientos
completamente adorna y ornamenta!
…
Quien conoce el idioma bien
y correctamente,
éste tiene que dejar a Hartmann
su corona triunfal y su laurel.
Gottfried von Straßburg,  Tristan 

También se menciona al poeta Hartmann de una forma similar como formador estilístico en la obra Alexander de Rudolf von Ems (después de 1230) y en Willehalm von Orlens (Willehalm de Orléans, sobre el año 1240, mención del Erec). Heinrich von dem Türlin dedica a Hartmann en su obra Crône (después de 1220) un llanto fúnebre conmovedor y le destaca como lírico clave de su época al considerar su obra. Asimismo hace referencia a la historia de Erec; este cuento, se supone, fue bien conocido por la audiencia. Heinrich von dem Türlin, sin embargo, ha tomado las citas de un manuscrito francés de Erec.
Menciones similares se encuentran más tarde en el Meleranz de Pleier (sobre 1270), en el Gauriel de Konrad von Stoffeln (sobre 1270), en el Jüngerer Titurel (el adepto Titurel) de Albrecht (sobre 1270) y en la Österreichische Reimchronik (crónica arimada de Austria) de Ottokar von Steiermark (sobre 1310). Mientras todos estos poetas destacan los épicos artúricos, el der von Gliers, un lírico de la segunda mitad del siglo XIII, alaba a Hartmann como Minnesänger. Aunque las obras algo religiosas de Hartmann fueron muy difundidas y muy trabajadas, no se mencionan en otras fuentes contemporáneas.
Entre las menciones sueltas destacan las existentes en Parsifal procedentes de Wolfram von Eschenbach. En esta obra datada sobre 1205 se hace referencia la obra de Erec y a la de Iwein. De este modo, el Parsifal contiene la indicación más importante que existe para la datación de los épicos de Hartmann, el denominado terminus ante quem. El tono de las insinuaciones de Wolfram suele ser más burlesco o crítico en comparación con otras menciones más tardías de Hartmann.
En las obras más recientes se incluyen frecuentemente las historias de insinuaciones a los épicos artúricos de Hartmann. Así aparece en la obra Wigalois de Wirnt von Grafenberg, en la de Garel de Pleier y en la del Jünger Titurel (adepto Titurel). Este tipo de referencias, sin embargo, se pueden encontrar igualmente en obras de temas no-artúricos, como por ejemplo la leyenda arrimada de San Jorge de Reinbot von Durne.

### Representación pictórica

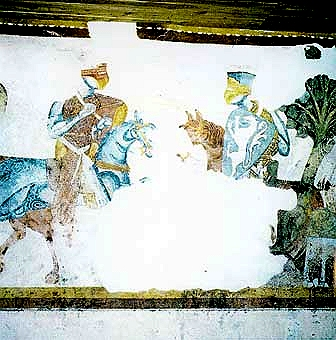
Pintura mural en el palacio de Rodenegg. Parte del ciclo de Iwein.

El cuento de Iwein fue motivo de varias representaciones píctóricas. Poco después de que la novela fuera conocida, se pintaron escenas de esta historia. Es notable que estas imágenes no se suelen encontrar en forma de iluminaciones en códices, sino sobre todo como pintura mural y tapices. En la sociedad se pueden hallar representaciones de tamaño monumental en habitaciones caseras (Trinkstuben).
Las ilustraciones más artísticas de todas son los Murales de Iwein en el palacio de Rodenegg, en Rodeneck, cercano a Brixen en Tirol del Sur. No está clara la datación de estas imágenes según criterios artístico-históricos; posiblemente fueron pintadas directamente tras el año 1200 o incluso más tarde, entre el 1220 y el 1230. El ciclo fue redescubierto en 1972 y consiste en 11 imágenes, que representan escenas de la primera parte del Iwein.
En el Hessenhof en Esmalcalda en Turingia se conservan en una habitación casera (Trinkstube) Murales con 23 escenas de originalmente 26. Estas pinturas datan, al igual que en el caso anterior, de la primera mitad del siglo XIII. Alrededor a 1400 se pintaron más murales representando más héroes ejemplares de la lírica cortesana en el Castillo de Roncolo, cerca de Bolzano en Tirol del Sur. Allí forman Iwein, Parsifal y Gawain una "trinidad" de los caballeros ideales.
Iwein y Laudine -la dama que ama- junto con su serviente Lunete fueran representados en el tapiz de Johann y Anna Malterer (Maltererteppich), que fue elaborado hacia 1320/1330, y que hoy en día se encuentra en el Augustinermuseum en Friburgo de Brisgovia. Se trata de una pareja ejemplar. En las representaciones en forma de medallones se ven los llamados Minnesklaven (esclavos de la Minne): se trata de imágenes de hombres que dependen mucho de una mujer. Aparte de Iwein hay representaciones de Sansón, Aristóteles y Virgilio.
Según investicaciones recientes, el tema de la novela Erec fue el motivo de una representación plástica en la cruz de la corona de Cracovia.

### Recepción moderna
En 1780 empezó la recepción moderna de los textos de Hartmann con la publicación de la Fabel von Laudine (fábula de Laudine) de Johann Jakob Bodmer. Su alumno Christoph Heinrich Myller publicó en 1784 una edición del texto del Der Arme Heinrich y del Twein (= Iwein), basado en manuscritos medievales. En 1786 le sigue una edición bilingüe de Iwein elaborado por Karl Michaeler. La adaptación del Rococó de Gerhard Anton von Halem, titulado Ritter Twein (el caballero Twein, de 1789), se basaba en la edición de Myller. La edición de Iwein más determinante hasta hoy en día fue la de Georg Friedrich Benecke y Karl Lachmann de 1827; de esta versión existen varias ediciones revisadas. El Erec fue editado en 1839 por Moriz Haupt.
En 1815 los Hermanos Grimm publicaron una edición comentada del Der Arme Heinrich, junto con un resumen del cuento. El Gregorius fue editado por primera vez por Karl Simrock en 1839, quien anunció este libro dedicándolo a "todos los lectores afectivos" y tenía la ambición de restablecer la autenticidad del texto, elaborando un nuevo poema sobre el mismo tema.
En la literatura se adaptó sobre todo el tema del Der Arme Heinrich. Autores como Adelbert von Chamisso (1839), Ricarda Huch (1899) y Gerhart Hauptmann (1902) se dedicaron a este tema. La primera ópera de Hans Pfitzner es una versión musical de esta historia; el libretto fue escrito por James Grun en 1895. En el año 1879, August Klughardt -sucediendo a Richard Wagner- compuso una ópera sobre el tema de Iwein. Esta ópera no tuvo éxito en su época. El compositor romántico Richard Wetz ha puesto música a un Kreuzfahrerlied, adaptación de un Kreuzlied de Hartmann; esta música se representa con un coro mixto.
Thomas Mann adaptó liberalmente el tema de Gregorius en su novela Der Erwählte (El elegido, 1951), que se destaca entre todas las adaptaciones modernas de las obras de Hartmann. Recientemente Markus Werner en su obra Bis bald ('Hasta luego', 1995), el dramaturgo Tankred Dorst (en 1997) y el poeta Rainer Malkowski (en 1997) han trabajado sobre el tema del Der Arme Heinrich.

### Traducción
Hasta el momento se han realizado traducciones al español del Erec, el pobre Enrique, Gregorio e Iwein, siendo sus traductores los profesores Eva Parra Membrives, Francisco Manuel Mariño, Feliciano Pérez Varas, Víctor Millet y Antonio Regales Serna. Asimismo, en 2003 apareció una traducción de Gregorio al gallego a cargo de Antonio González Fernández. En Argentina: "El pobre Enrique" traducción y estudio preliminar de Ilse M. de Brugger en Antología Alemana, fascículo 7. Buenos Aires: Institución Cultural Argentino-Germana, 1963.

## Literatura

### Literatura básica
- Christoph Cormeau, Wilhelm Störmer: Hartmann von Aue. Epoche – Werk – Wirkung. 2.ª edición. Beck, Munich 1998. ISBN 3-406-30309-9
- Christoph Cormeau: Hartmann von Aue. En: Die deutsche Literatur des Mittelalters. Verfasserlexikon. Kurt Ruh (editor). Vol. 3, 500-520. Berlín 1981. ISBN 3-11-008778-2
- Hugo Kuhn, Christoph Cormeau (editores): Hartmann von Aue. Wege der Forschung. Vol. 359. Wissenschaftliche Buchgesellschaft, Darmstadt 1973. ISBN 3-534-05745-7 (Colección de ensayos importantes.)
- Volker Mertens: Hartmann von Aue. En: Deutsche Dichter. Vol. 1. Mittelalter. Gunter E. Grimm y Frank Rainer Max (editores). Reclam, Stuttgart 1989, pp. 164-179. ISBN 3-15-008611-6
- Peter Wapnewski: Hartmann von Aue. Metzler, Stuttgart 1962, 1979 (7.ª edición). ISBN 3-476-17017-9

### Ediciones del texto
- Hartmann von Aue: Gregorius, Der arme Heinrich, Iwein. Volker Mertens (editor, traductor). Fráncfort del Meno 2004. (Bibliothek des Mittelalters 6; Bibliothek deutscher Klassiker 189). ISBN 3-618-66065-0

#### Erec
- Erec; (=Altdeutsche Textbibliothek 39); Albert Leitzmann (editor), 7.ª edición, Tubinga 2006. ISBN 3-484-20139-8, ISBN 3-484-21139-3
- Erec. Mittelhochdeutscher Text und Übersetzung; Thomas Cramer (editor), Fráncfort del Meno 1999. ISBN 3-596-26017-5
- Erec; Traducción de Eva Parra Membrives. Valladolid: Universidad de Valladolid (Secretariado de Publicaciones e Intercambio Editorial), 2004. ISBN 978-84-8448-304-5; ISBN 84-8448-304-5

#### Iwein
- Iwein. Hartmann von Aue, texto de Georg Friedrich Benecke y Karl Lachmann, traducción y epílogo de Thomas Cramer, 4.ª edición revisada, Berlín 2001. ISBN 3-11-016084-6
- Iwein: mit Beobachtungen zum Vergleich des "Yvain" von Chrestien von Troyes mit dem "Iwein" Hartmanns / Hartmann von Aue, Wolfgang Mohr (traductor), (=Göppinger Arbeiten zur Germanistik; Nr. 441), Göppingen 1985
- Hartmann von Aue: Iwein, transcrito del alto alemán medio por Max Wehrli (comentarios, epílogo), edición bilingüe (=Manesse-Bibliothek der Weltliteratur), 3.ª edición, Zúrich 1995. ISBN 3-7175-1760-0
- Hartmann von Aue: Iwein. Lambertus Okken (editor). Göppingen 1974 (Litterae 24)
- Iwein, traducción de Víctor Millet. Barcelona: P.P.U., 1989 (Colección "Textos medievales", vol. n.º 12). ISBN 978-84-7665-428-6; ISBN 84-7665-428-6

#### Gregorius
- Gregorius; Hermann Paul (editor), Burkhart Wachinger (revisión), (=Altdeutsche Textbibliothek 2), Tubinga 2004. ISBN 3-484-20001-4
- Gregorius. Nach der Ausgabe von Friedrich Neumann, übertragen von Burkhard Kippenberg. Stuttgart (Reclam) 1963.ISBN 3-15-001787-4
- Gregorius – Der arme Heinrich. Text – Nacherzählung – Worterklärungen. Ernst Schwarz (editor). Darmstadt (WBG) 1967.
- Gregorio - el pobre pecador. Traducción de Antonio Regales Serna. Valladolid: Universidad de Valladolid (Secretariado de Publicaciones e Intercambio Editorial), 2000. ISBN 978-84-8448-041-9; ISBN 84-8448-041-0
- Gregorio. Traducción de Antonio González Fernández. Vigo: Ed. Galaxia, 2003. ISBN 978-84-8288-556-8; ISBN 84-8288-556-1

#### Der arme Heinrich
- Hartmann von Aue: Der arme Heinrich. Mittelhochdeutsch/Neuhochdeutsch. Ursula Rautenberg (editora), Siegfried Grosse (traductor). Reclam 456. Reclam, Stuttgart 2003. ISBN 3-15-000456-X
- Der arme Heinrich. Hermann Paul (editor), Kurt Gärtner (revisión). Altdeutsche Textbibliothek. Bd 317. Niemeyer, Tubinga 2001 (17.ª edición). ISBN 3-484-20061-8
- Hartmann von Aue: Der arme Heinrich. Mittelhochdeutscher Text und Übertragung. Auf der Grundlage der Textedition von Helmut de Boor durchgesehen, übertragen. Hermann Henne (comentarios, epílogo). Fischer, Fráncfort del Meno 1963, 2000 (12.ª edición). ISBN 3-436-00763-3
- El pobre Enrique. Traducción de Francisco Manuel Mariño y Detlef Blocker. Tres Cantos (Madrid): Akal, 1994 (Colección Akal bolsillo, vol. n.º 199). ISBN 978-84-460-0203-1; ISBN 84-460-0203-5
- El pobre Enrique. Traducción de Feliciano Pérez Varas. Madrid: Cátedra, 1993 (Colección Letras Universales, vol. n.º 188). ISBN 978-84-376-1186-0; ISBN 84-376-1186-5